# Карнабон
Карнабон (дав.-гр. Καρναβών) — персонаж давньогрецької міфології, цар гетів у Фракії. Слуга богині Деметри Триптолем мав познайомити людей з пшеницею. Колісницю повну зерен возила двійка запряжених крилатих драконів. Коли Триптолем прибув до гетів, Карнабон із заздрощів убив одного з драконів. Деметра, яка подарувала Триптолему і колісницю, і драконів, дала йому ще одного дракона замість убитого, і він полетів. Карнабона богиня покарала, помістивши разом з його жертвою на небо, де він став сузір'ям Змієносця.